# 哈里斯縣 (德克薩斯州)

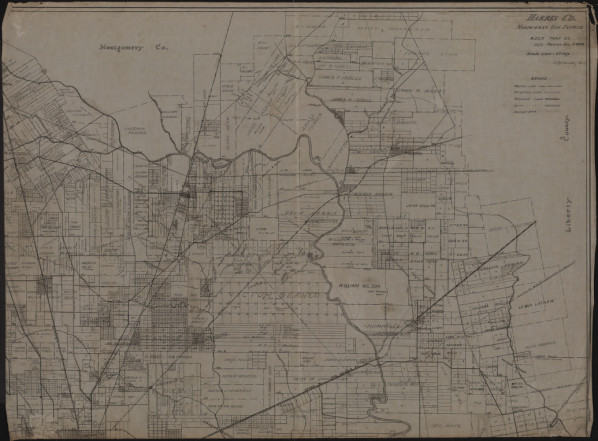
位于1912年的东北哈里斯县地图

哈里斯县（英語：Harris County）是位于美国德克萨斯州东南部的一个县，面积达4,604平方公里。根据美国人口普查局2023年的估计，该县共有人口483萬5,125人，是德州中人口最多及美国人口第三多的县。
哈里斯县是位于大休士頓都會區中，而大休斯顿都会区是美国第五大都會區。根据2020年美國人口普查，哈里斯县拥有約473万人口，使哈里斯县成为德州人口最多的县份，以及美国人口第三多的县份。哈里斯县的县治为德州最大城市休斯敦。

## 历史
哈里斯县成立于1836年3月17日，而县政府则成立于1837年12月。哈里斯县原名哈里斯堡县，是德州最早的23个县之一。哈里斯县于1839年改为现名，是为了纪念首批白人定居者之一约翰·理查德森·哈里斯。

## 地理
根据2000年人口普查，哈里斯县总面积为1,778平方英里（4,605.0平方）。其中有1,729平方英里（4,478.1平方），即97.25%為陆地；49平方英里（126.9平方），即2.75%为水域。其陆地面积比羅德島州要大。

### 毗邻县
因哈里斯縣县位于德州內，所以其所有毗邻县均为德州的县份。
- 蒙哥馬利县：北方
- 自由郡：東北方
- 钱伯斯县：东方
- 加尔维斯顿县：東南方
- 布拉佐里亞县：南方
- 福遍郡：西南方
- 沃勒县：西北方

## 人口

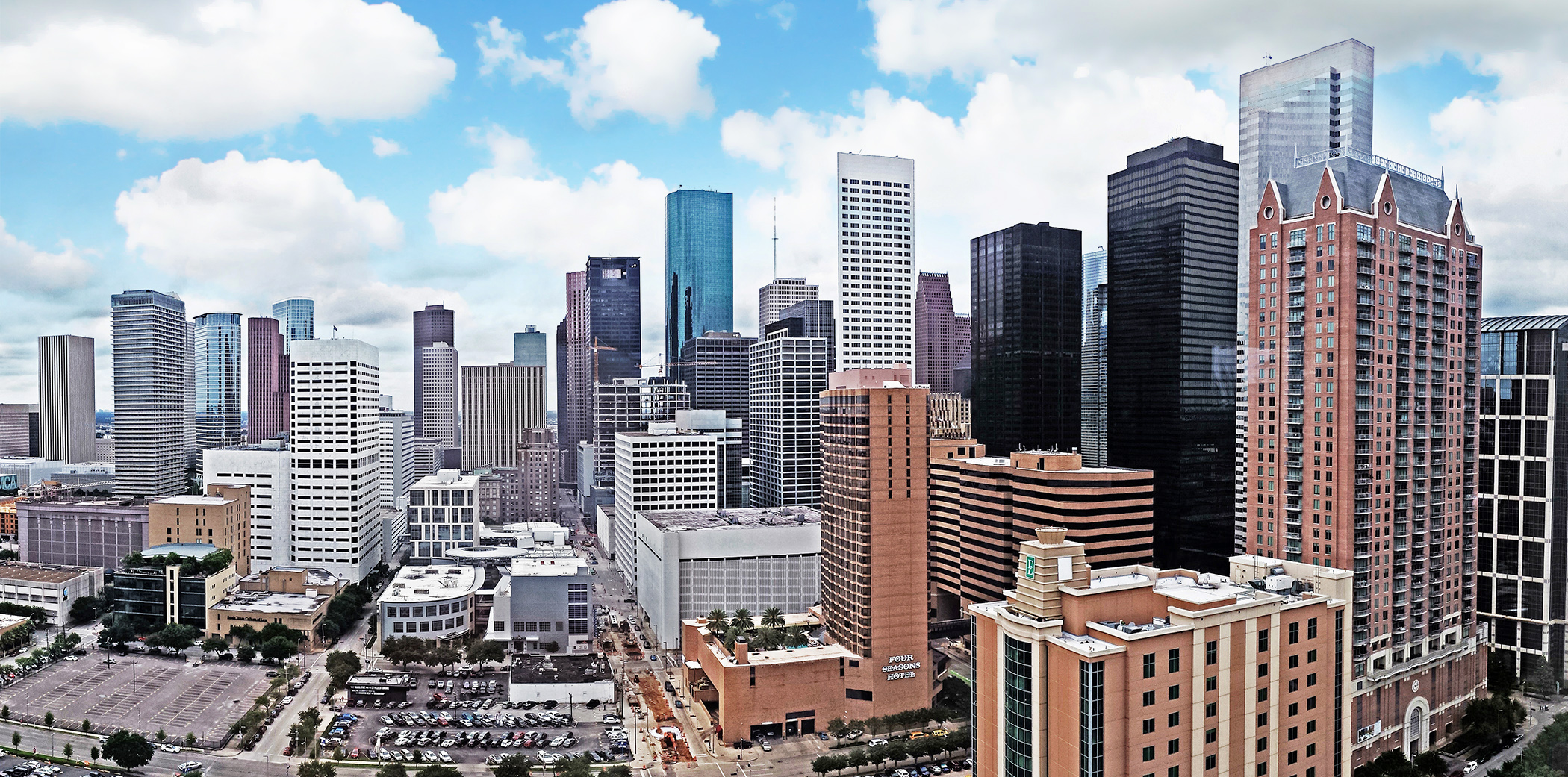
休士頓的天際線

| 调查年                                                   | 人口      | 备注 | %±    |
| -------------------------------------------------------- | --------- | ---- | ----- |
| 1850                                                     | 4,668     |      | —     |
| 1860                                                     | 9,070     |      | 94.3% |
| 1870                                                     | 17,375    |      | 91.6% |
| 1880                                                     | 27,985    |      | 61.1% |
| 1890                                                     | 37,249    |      | 33.1% |
| 1900                                                     | 63,786    |      | 71.2% |
| 1910                                                     | 115,693   |      | 81.4% |
| 1920                                                     | 186,667   |      | 61.3% |
| 1930                                                     | 359,328   |      | 92.5% |
| 1940                                                     | 528,961   |      | 47.2% |
| 1950                                                     | 806,701   |      | 52.5% |
| 1960                                                     | 1,243,158 |      | 54.1% |
| 1970                                                     | 1,741,912 |      | 40.1% |
| 1980                                                     | 2,409,547 |      | 38.3% |
| 1990                                                     | 2,818,199 |      | 17.0% |
| 2000                                                     | 3,400,578 |      | 20.7% |
| 2010                                                     | 4,092,459 |      | 20.3% |
| 2011年估计                                               | 4,180,894 |      | 2.2%  |
| 美国人口普查 德克萨斯州年鉴：1850至2010年 2011年人口估计 |           |      |       |

### 2010年
根据2010年人口普查，哈里斯县拥有人口409萬2,459人。其人口是由56.6%白人、18.9%非裔、0.7%原住民、6.2%亞裔（2.0%越南裔、1.2%印度裔、1.1%華裔、0.6%菲裔、0.3%韓裔、0.1%日裔及1.0%其他族裔）、0.1%太平洋岛民、14.3%其他种族以及3.2%混血构成。非西裔或拉美裔的白人占有总人口的33.0%。另一方面，西裔或拉美裔则占人口40.8%。

### 2000年
根据2000年人口普查，哈里斯县拥有340萬578名居民、120萬5,516位住户和834,217家庭。。其人口密度为每平方英里1,967居民（每平方公里759居民）。哈里斯县拥有1,298,130间房屋单位，其密度为每平方英里751间（每平方公里290间）。哈里斯县的人口是由58.73%白人、18.49%非裔、0.45%原住民、5.14%亞裔、0.06%太平洋岛民、14.18%其他种族和2.96%混血兒组成。而西裔或拉美裔占了人口32.93%。在白人当中，有7.2%为德國裔和5.3%为英國裔。於3,400,578居民当中，有63.8%母语为英语、28.8%為西班牙语以及1.6%為越南语。
在1,205,516住户中，有37.7%拥有一個或以上的兒童（18岁以下）、50.6%为夫妻、13.7%为单亲家庭、而有30.8%为非家庭。其中25.1%住户为独居，5.3%为同居长者。平均每户有2.79人，而平均每个家庭则有3.38人。在3,400,578居民中，有29.00%为18岁以下、10.3%为18至24岁、33.4%为25至44岁、19.8%为45至64岁以及7.4%为65岁以上。人口的年龄中位数位31岁，每100个女性就有99.2个男性。而每100个成年女性（18岁以上）则有97.0个成年男性。
哈里斯县的住户收入中位数位$42,598，而家庭收入中位数则为$49,004。男性的收入中位数位$37,36，而女性的收入中位数则为$28,941。洛杉矶县的人均收入為$21,435。约12.10%家庭和14.97%人口在贪穷线以下。
根据慈善组织「处境危险的儿童」统计显示，哈里斯线20.8%的儿童生活在贪穷线下，每1000个儿童就有6.5個未满一岁已死亡，以及38%学生在高中时期辍学。
哈里斯县和一些德克萨斯州县份是美国其中一些物业税率最高的县份。于2007年，哈里斯县在全国物业税率最高的县份中排第22，而这个统计只包含拥有人口迂65,000人的县份。

## 圖片

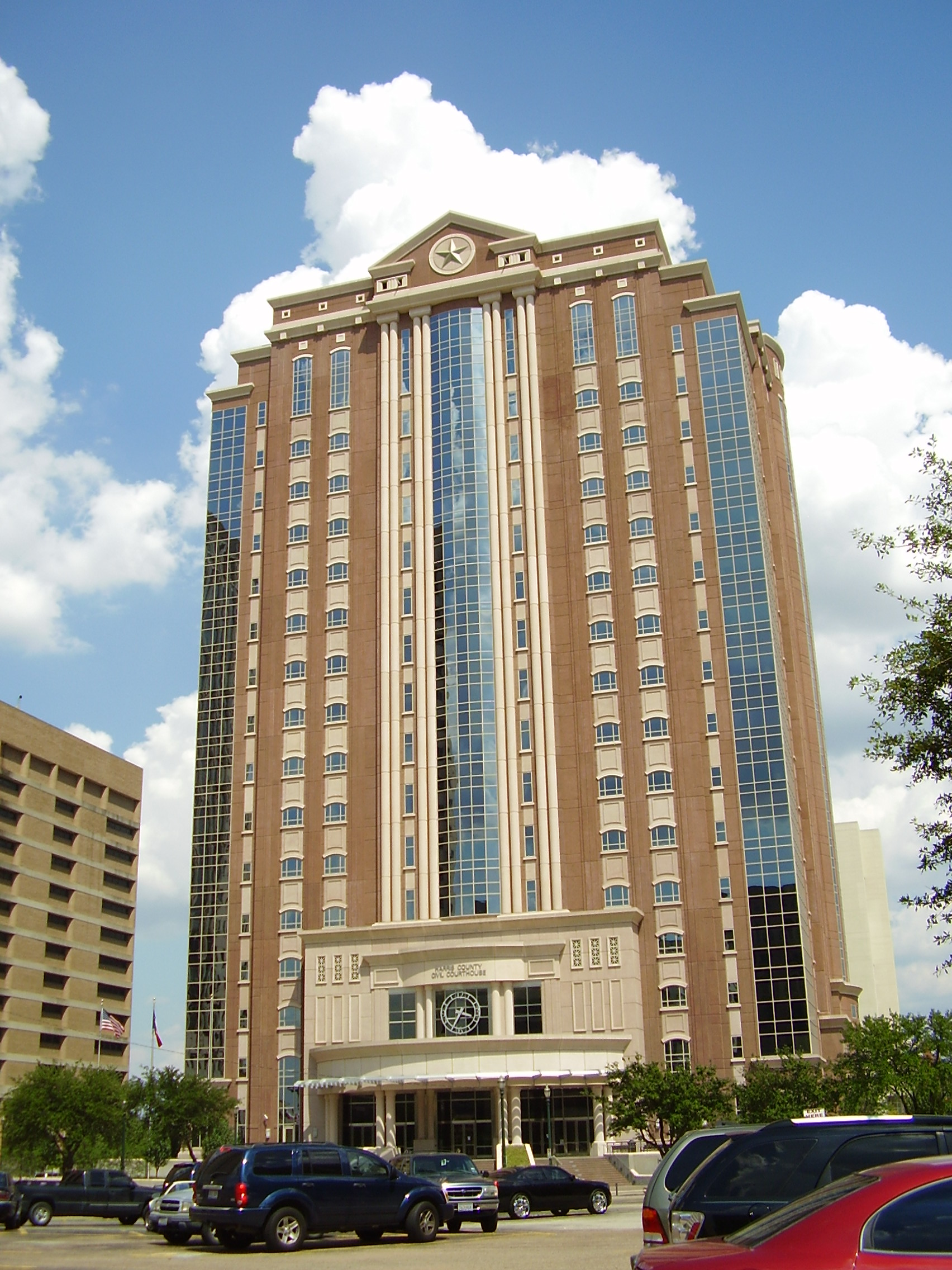
哈里斯县民事法院
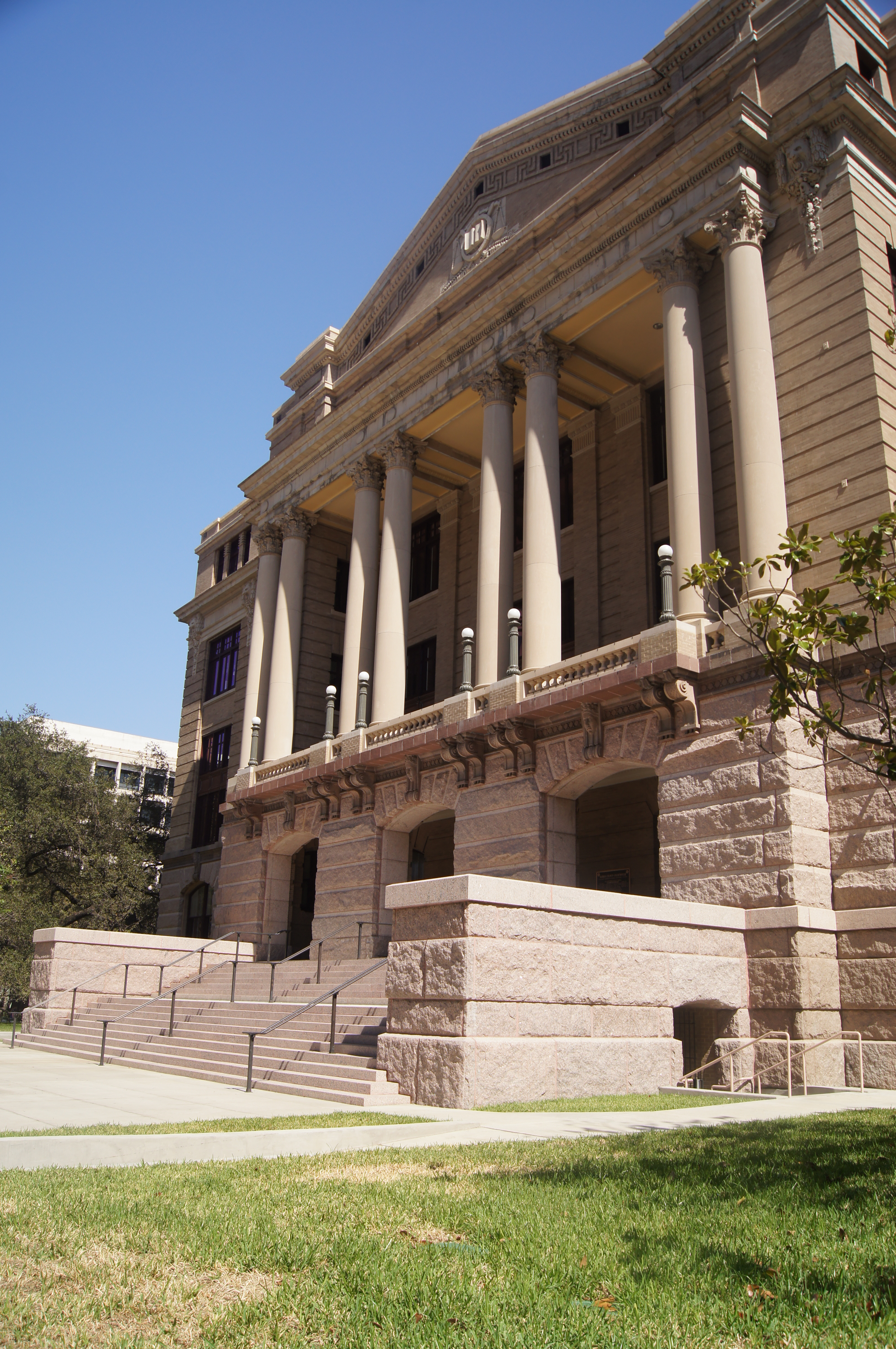
旧哈里斯县法院大楼
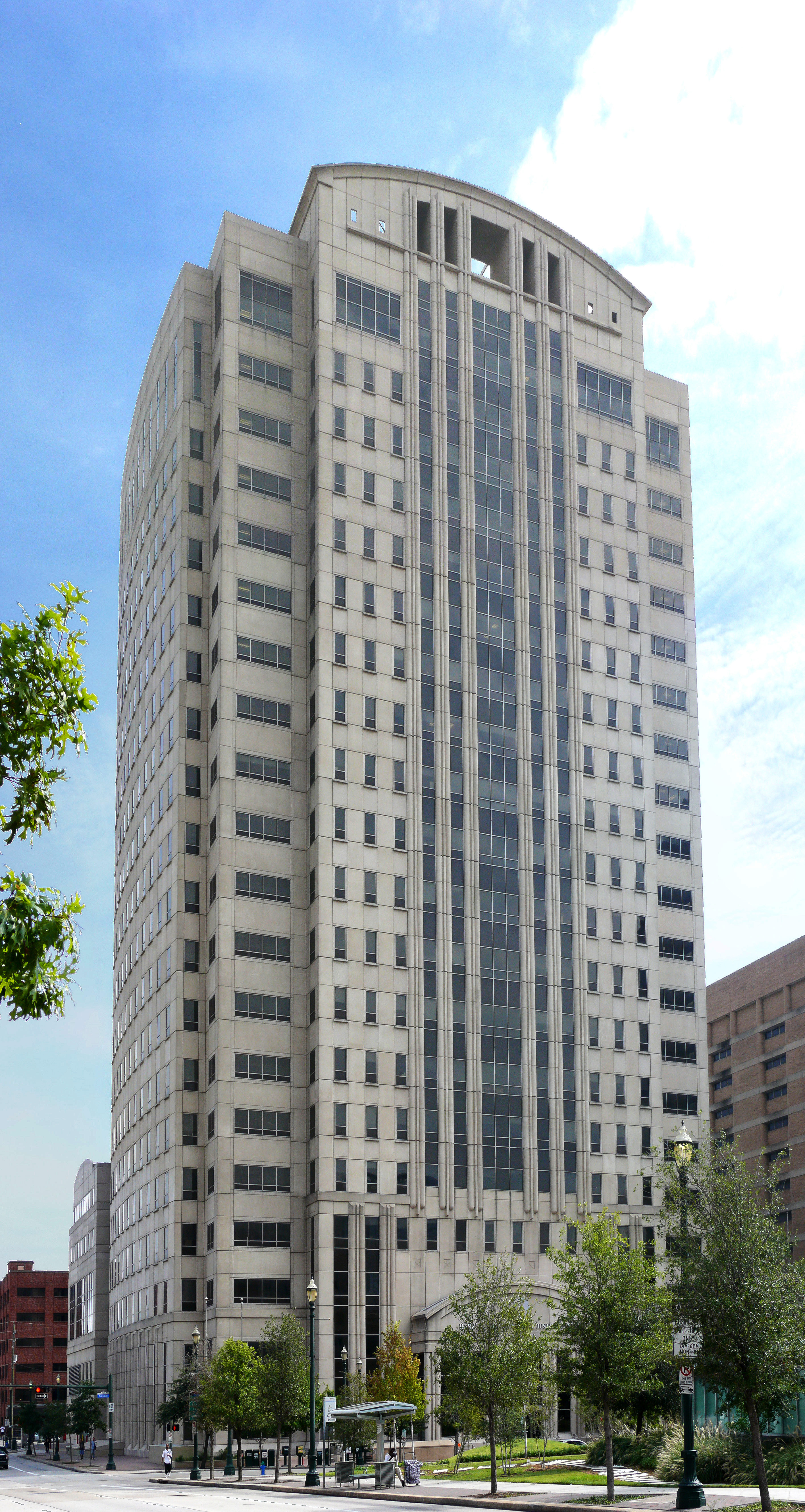
哈里斯县刑事法院大楼
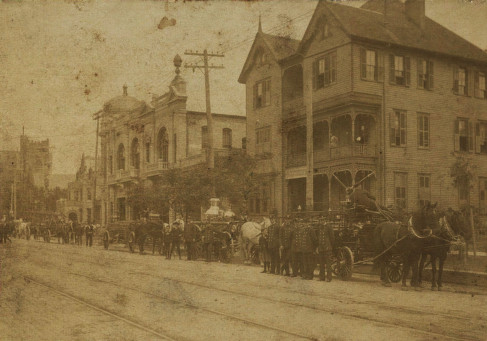
在圣哈辛托街的消防员（摄于1914年）
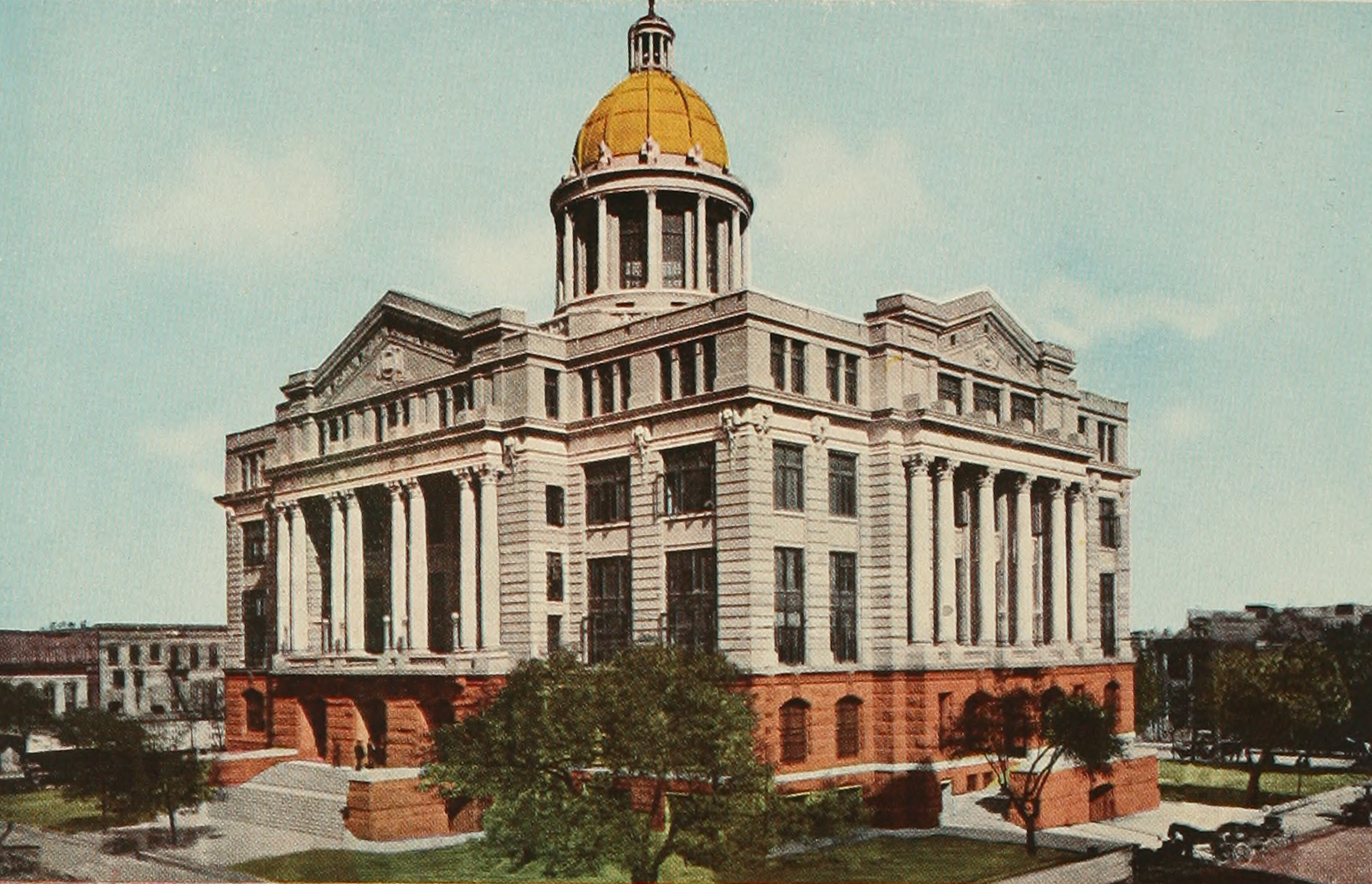
哈里斯县法院（摄于1913年）